# Johann Eberhard Busmann
Johann Eberhard Busmann (auch Bussmann oder Bußmann; * 26. Februar 1644 in Verden (Aller); † 18. Mai 1692 in Helmstedt) war ein deutscher evangelisch-lutherischer Theologe.

## Leben
Busmann studierte Theologie an den Universitäten Wittenberg und Helmstedt sowie orientalische Sprachen in Hamburg bei Esdras Edzardus und Ägidius Gutbier. Nach einer Reise durch England, Holland und Frankreich wurde er 1673 Professor für orientalische Sprachen an der Universität Helmstedt. 1676 heiratete er Anna Elisabeth Wiesenhauern (1655–1705), eine Tochter des Amtmanns von Mariental, Joachim Wiesenhauern. 1678 wurde er Lizentiat der Theologie und 1685 neben seiner Professur Generalsuperintendent von Helmstedt. 1690 stieg er zum Professor der Theologie auf.

## Schriften
Die wichtigsten seiner Werke sind:
- De Scheol Hebræorum;
- de Antiquis Hebræorum Litteris ab Esdra in Assyriacas mutatis.

Er war auch Herausgeber des Werks von Baldassare Bonifacio mit dem Titel Excerpta de historiæ romanæ Scriptoribus.